# 関漢卿

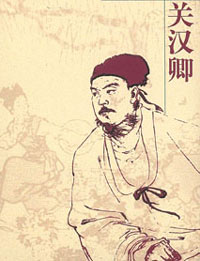
関漢卿

関 漢卿（かん かんけい、生没年不詳）は、金末から元初にかけて活躍した元曲の作家。号は己斎叟。生没年は確かでないが、元雑劇の最盛期にあたる元の大徳年間（1297年-1308年）頃までは生存したと考えられている。

## 略歴
13世紀に大都（現在の北京）付近で活躍したとされるが、それ以上の関漢卿の生涯は定かではない。医術を施しながら元曲製作をしていたと考えられている。

## 評価
鍾嗣成（約1277年-1345年以後）の『録鬼簿』では「前輩已死名公才人有編伝奇行於世者」（『録鬼簿』執筆当時に已に亡くなっていて、その雑劇作品が演じられている作家）の項目の筆頭に著録されており、寧献王の『太和正音譜』でも、作品そのものに関しては必ずしも高く評価しているわけではないが、雑劇の始祖として彼を位置づけている。
周徳清『中原音韻』序では、関漢卿を白仁甫・馬致遠・鄭光祖と並べて「関鄭白馬」と称している。この4人は明代に「元曲四大家」と称された。
関漢卿に対する寧献王の評価が異様に低いことに対しては批判がある。塩谷温は、寧献王の評価をあくまで詞に対するもので、個人の主観に過ぎないと批判している。元曲は詞だけでなく構成も重要であり、60種もの元曲を書き、『元曲選』に8曲も収録されている関漢卿こそ第一の作者としなければならないとする。王国維も関漢卿を第一とし、寧献王の評価は元中葉以後に馬致遠・鄭光祖を持ち上げて関漢卿をけなす風潮の影響を受けているもので、妥当ではないとする。
1959年、田漢は関漢卿が『竇娥冤』を創作する過程を中心とした劇作『関漢卿』を発表し、中国青年芸術劇院で上演された。関漢卿は伝記資料がほとんどなく、内容は田漢の想像による創作だが、高い評価を得た。21世紀の今日でも『関漢卿』は北京人民芸術劇院などで上演されている。

## 作品
雑劇は60程度の作品名が残されており、脚本が完全な形で現存するものは18（または17）種とされる。
冤罪を着せられた寡婦の悲劇を描く『竇娥冤（とうがえん）』は元曲作品の中でも代表的な位置を与えられている。また粋な妓女（芸者）を主人公にした喜劇『救風塵（きゅうふうじん）』、関羽と魯粛の攻防を描く『単刀会（たんとうかい）』、出家した寡婦の再婚を描く『望江亭（ぼうこうてい）』などが知られている。
『元曲選』に「玉鏡台」「謝天香」「救風塵」「蝴蝶夢」「魯斎郎」「金線池」「竇娥冤」「望江亭（切膾旦）」の8篇を収録する。『元人雑劇三十種』には「西蜀夢」「拝月亭」「単刀会」「調風月」の4篇を収録する。『脈望館鈔校本古今雑劇』には上記以外に「裴度還帯」「哭存孝」「五侯宴」「陳母救子」「緋色夢」「単鞭奪槊」の6篇を収録する。このうちいくつかは関漢卿の作かどうか疑問が持たれている。『元人雑劇三十種』に収める「西蜀夢」は不完全であり、「拝月亭」「調風月」はせりふが一部分しか載っていない。
散曲は七十余首が残されており、代表作には「不伏老」などがある。